# Japan Academy Prize de la meilleure musique de film
Le Japan Academy Prize de la meilleure musique de film (最優秀音楽賞, sai yūshū ongaku shō) est une récompense de cinéma décernée tous les ans dans le cadre des Japan Academy Prizes et qui récompense la meilleure musique originale de l'année pour un film japonais.
Elle existe depuis la création de la cérémonie en 1978. Dans un premier temps, les compositeurs étaient nommés pour l'ensemble de leurs compositions sur une année (donc parfois pour plusieurs films). Ils sont désormais nommés pour une seule bande originale (mais peuvent être nommés plusieurs fois pour des films différents).

## Palmarès

### Années 1970
- 1978 : Yasushi Akutagawa pour Mont Hakkoda (八甲田山, Hakkodasan) et Yatsuhaka-mura (八つ墓村)
  - Masaru Satō pour Arasuka monogatari (アラスカ物語) et Les Mouchoirs jaunes du bonheur (幸福の黄色いハンカチ, Shiawase no kiiroi hankachi)
  - Hikaru Hayashi pour Chikuzan, le baladin aveugle (竹山ひとり旅, Chikuzan hitori tabi)
  - Tōru Takemitsu pour Orin la proscrite (はなれ瞽女おりん, Hanare goze Orin)
  - Yūji Ōno pour Ningen no shōmei (人間の証明)

- 1979 : Tōru Takemitsu pour L'Empire de la passion (愛の亡霊, Ai no bōrei) et Moeru aki (燃える秋)
  - Yasushi Akutagawa pour L'Été du démon (鬼畜, Kichiku)
  - Masaru Satō pour Le Mois d'août sans empereur (皇帝のいない八月, Kōtei no inai hachigatsu)
  - Akira Ifukube pour Ogin-sama (お吟さま)
  - Hikaru Hayashi pour Seishoku no ishibumi (聖職の碑)

### Années 1980
- 1980 : Masaru Satō pour Le Col Nomugi (あゝ野麦峠, Ā, Nomugi tōge), Chasseurs des ténèbres (闇の狩人, Yami no karyudo) et Sanada Yukimura no bōryaku (真田幸村の謀略)
  - Shin'ichirō Ikebe pour La vengeance est à moi (復讐するは我にあり, Fukushū suru wa ware ni ari) et Kosokade gokko (子育てごっこ)
  - Yasushi Akutagawa pour Haitatsu sarenai santsu no tegami (配達されない三通の手紙) et Nichiren (日蓮)
  - Chuji Kinoshita pour Shōdō satsujin: Musuko yo (衝動殺人 息子よ), Torakku yarō: Neppū 5000 kiro (トラック野郎・熱風5000キロ) et Torakku yarō: Furusato to kyūbin (トラック野郎・故郷特急便)
  - Isao Tomita pour L'Étang du démon (夜叉ケ池, Yashagaike)

- 1981 : Masaru Satō pour L'Écho de la montagne (遙かなる山の呼び声, Haruka naru yama no yobigoe)
  - Naozumi Yamamoto pour 203 kōchi (二百三高地)
  - Kentarō Haneda pour Virus (復活の日, Fukkatsu no hi)
  - Yasushi Akutagawa pour Furueru shita (震える舌) et Warui yatsura (わるいやつら)

- 1982 : Ryūdō Uzaki pour Eki, la gare (駅, Eki)
  - Takayuki Inoue pour Orage lointain (遠雷, Enrai)
  - Masaru Satō pour L'Affaire Shimoyama (日本の熱い日々 謀殺・下山事件, Nihon no atsui hibi bōsatsu: Shimoyama jiken)
  - Hikaru Hayashi pour Nihon Philharmonic Orchestra: Honoo no dai gogakusho (日本フィルハーモニー物語 炎の第五楽章) et Hokusai manga (北斎漫画)
  - Yoshitaka Minami pour Slow na boogie ni shitekure (スローなブギにしてくれ)

- 1983 : Masato Kai pour La Marche de Kamata (蒲田行進曲, Kamata kōshinkyoku)
  - Yasushi Akutagawa pour Giwaku (疑惑) et Maboroshi no mizuumi (幻の湖)
  - Mitsuaki Kanno pour Dans l'ombre du loup (鬼龍院花子の生涯, Kiryūin Hanako no shōgai)
  - Naozumi Yamamoto pour Seiha (制覇), Dai Nippon teikoku (大日本帝国) et C'est dur d'être un homme : L'Indécis (男はつらいよ 寅次郎あじさいの恋, Otoko wa tsurai yo: Torajirō ajisai no koi)
  - Shunsuke Kikuchi pour Yūkai hōdō (誘拐報道) et Seishun no mon: Jiritsu hen (青春の門 自立篇)

- 1984 : Masaru Satō pour Yōkirō (陽暉楼)
  - Ryūichi Sakamoto pour Furyo (戦場のメリークリスマス, Senjō no Merry Christmas)
  - Vangelis pour Antarctica (南極物語, Nankyoku monogatari)
  - Shin'ichirō Ikebe pour La Ballade de Narayama (楢山節考, Narayama bushikō) et Okinawa no shonen (オキナワの少年)
  - Kazuhiko Kato pour Tantei monogatari (探偵物語) et Daijōbu, My Friend (だいじょうぶマイ・フレンド)

- 1985 : Shin'ichirō Ikebe pour Les Enfants de Mac Arthur (瀬戸内少年野球団, Setōchi shōnen yakyū-dan)
  - Masaru Satō pour Kita no hotaru (北の螢)
  - Stomu Yamashta pour Kūkai (空海)
  - Nobuyoshi Koshibe pour Rhapsodie de Shangaï (上海バンスキング, Shanhai bansukingu)
  - Ryudo Uzaki pour Umitsubame Jyo no kiseki (海燕ジョーの奇跡) et Hare tokidoki satsujin (晴れ、ときどき殺人)

- 1986 : Tōru Takemitsu pour Ran (乱), Les Feux d'Himatsuri (火まつり, Himatsuri) et La Table vide (食卓のない家, Shokutaku no nai ie)
  - Naozumi Yamamoto pour La Harpe de Birmanie (ビルマの竪琴, Biruma no tategoto), C'est dur d'être un homme : Le Cœur sur la main (男はつらいよ 寅次郎恋愛塾, Otoko wa tsurai yo: Torajirō ren'aijuku) et C'est dur d'être un homme : Amour interdit (男はつらいよ 寅次郎真実一路, Otoko wa tsurai yo: Torajirō shinjitsu ichiro)
  - Takayuki Inoue pour Lettre d'amour (恋文, Koibumi), Kapone oi ni naku (カポネ大いに泣く) et Seburi monogatari (瀬降り物語)
  - Shigeru Umebayashi pour Sorekara (それから) et Tomo yo shizukani nemure (友よ、静かに瞑れ)
  - Masaru Satō pour Kai (櫂) et Portrait d'un criminel (薄化粧, Usugeshō)

- 1987 : Takayuki Inoue pour L'Homme des passions (火宅の人, Kataku no hito) et Rikon shinai onna (離婚しない女)
  - Naozumi Yamamoto pour Prise finale (キネマの天地, Kinema no tenchi) et C'est dur d'être un homme : L'Institutrice (男はつらいよ 柴又より愛をこめて, Otoko wa tsurai yo: Shibamata yori ai o komete)
  - Ryūichi Sakamoto pour Les Aventures de Chatran (子猫物語, Koneko monogatari)
  - Kazuhiko Kato pour Yabanjin no yōni (野蛮人のように) et Bakumatsu seishun graffiti: Ronin Sakamoto Ryoma (幕末青春グラフィティ Ronin 坂本竜馬)
  - Tōru Takemitsu pour Gonza le lancier (鑓の権三, Yari no Gonza)

- 1988 : Toshiyuki Honda pour L'Inspectrice des impôts (マルサの女, Marusa no onna)
  - Shigeaki Saegusa pour La Femme lumineuse (光る女, Hikaru onna) et Nijūshi no hitomi (二十四の瞳)
  - Kensaku Tanikawa pour L'Actrice (映画女優, Eiga joyū) et La Princesse de la Lune (竹取物語, Taketori monogatari)
  - Toshiaki Tsushima pour Yogisha (夜汽車)
  - Masaru Satō pour Tokyo Bordello (吉原炎上, Yoshiwara enjō), Itazu - Kuma (イタズ 熊) et Hei no nakano korinai menmen (塀の中の懲りない面々)

- 1989 : Shigeaki Saegusa pour Tsubaki hime (椿姫) et Yūshun (優駿 ORACIÓN)
  - Teizō Matsumura pour Tomorrow – ashita et Espoir et Douleur (ダウンタウン・ヒーローズ, Dauntaun Hiirōzu)
  - Masaru Satō pour Sur la route de la soie (敦煌, Tonkō) et On'na sakasemasu
  - Takayuki Inoue pour Hana no ran (華の乱) et Panda monogatari (パンダ物語)
  - Toshiyuki Honda pour Yojo no jidai (妖女の時代) et L'Inspectrice des impôts 2 (マルサの女II, Marusa no onna II)

### Années 1990
- 1990 : Tōru Takemitsu pour Rikyu (利休, Rikyū) et Pluie noire (黒い雨, Kuroi ame)
  - Tomoyuki Asakawa pour Les Copains d'abord (あ・うん, A un)
  - Tsuyoshi Nagabuchi pour Orugoru (オルゴール)
  - Teizō Matsumura pour La Mort d'un maître de thé (千利休 本覺坊遺文, Sen no Rikyū: Honkakubō ibun)
  - Ryudo Uzaki pour Shasō (社葬)

- 1991 : Shin'ichirō Ikebe pour Shōnen jidai (少年時代), Rêves (夢, Yume) et Ruten no umi (流転の海)
  - Keisuke Kuwata et Takeshi Kobayashi pour Inamura Jane (稲村ジェーン)
  - Joe Hisaishi pour Kanbakku (カンバック), Tasumania monogatari (タスマニア物語), Tsuribaka nisshi 2 (釣りバカ日誌2) et Peesuke: Gatapishi monogatari (ペエスケ ガタピシ物語)
  - Reijirō Koroku pour Pod severnym siyaniyem et Gekido no 1750 hi (激動の1750日)
  - Teizō Matsumura pour Shikibu monogatari (式部物語) et Rōnin-gai (浪人街)

- 1992 : Joe Hisaishi pour A Scene at the Sea (あの夏、いちばん静かな海。, Ano natsu, ichiban shizukana umi), Kojika monogatari (仔鹿物語), Futari (ふたり) et Fukuzawa Yukichi (福沢諭吉)
  - Shin'ichirō Ikebe pour Edo-jo tairan (江戸城大乱) et Rhapsodie en août (八月の狂詩曲, Hachi-gatsu no kyōshikyoku)
  - Masaru Satō pour Kagerō (陽炎), Le Grand Enlèvement (大誘拐, Dai yūkai), Sensō to seishun (戦争と青春) et Tsuribaka nisshi 4 (釣りバカ日誌4)
  - Gontiti pour L'Incapable (無能の人, Munō no hito)
  - Teizō Matsumura pour Musuko (息子)

- 1993 : Joe Hisaishi pour Seishun dendekedekedeke (青春デンデケデケデケ)
  - Akira Ifukube pour Godzilla vs Mothra (ゴジラVSモスラ, Gojira tai Mosura)
  - Toshiyuki Honda pour Minbo ou l'art subtil de l'extorsion (ミンボーの女, Minbō no onna)
  - Masaru Hoshi pour O-Roshiya-koku suimu-dan (おろしや国酔夢譚)
  - Tetsuji Hayashi pour Tōki rakujitsu (遠き落日)

- 1994 : Joe Hisaishi pour Sonatine, mélodie mortelle (ソナチネ, Sonachine), Haruka, nosutarujii (はるか、ノスタルジィ) et Mizu no tabibito: Samurai kizzu (水の旅人 侍KIDS)
  - Isao Tomita pour L'École (学校, Gakkō)
  - Shin'ichirō Ikebe pour Madadayo (まあだだよ, Mādadayo)
  - Masato Kai pour Niji no hashi (虹の橋)
  - Masaru Satō pour Waga ai no uta: Taki Rentarō monogatari (わが愛の譜 滝廉太郎物語)

- 1995 : Kiyoshirō Imawano pour 119
  - Kaoru Wada pour Histoire de fantômes à Yotsuya (忠臣蔵外伝　四谷怪談, Chūshingura gaiden: Yotsuya kaidan)
  - Takahiro Kaneko pour Kappa (河童)
  - Masahiro Kawasaki pour Rampo (RAMPO 黛監督版)
  - Kensaku Tanikawa pour Les 47 Rōnin (四十七人の刺客, Shijūshichinin no shikaku)

- 1996 : Tōru Takemitsu pour Sharaku (写楽)
  - Masaru Satō pour Himeyuri no tō (ひめゆりの塔)
  - Masashi Sada et Takayuki Hattori pour Kura (藏)
  - Remedioa pour Love Letter
  - Hikaru Oe pour Shizukana seikatsu (静かな生活)

- 1997 : Yoshikazu Suo pour Shall We Dance? (Shall we ダンス?)
  - Joe Hisaishi pour Kids Return (キッズ・リターン)
  - Toshiyuki Honda pour La Femme du supermarché (スーパーの女, Sūpā no onna)
  - Akira Senju pour Waga kokoro no ginga tetsudō: Miyazawa Kenji monogatari (わが心の銀河鉄道 宮沢賢治物語)
  - Kensaku Tanikawa pour Yatsuhaka-mura (八つ墓村)

- 1998 : Taeko Ōnuki pour Tōkyō biyori (東京日和)
  - Toshiyuki Honda pour Marutai no onna (マルタイの女)
  - Michiru Ōshima pour Shitsurakuen (失楽園)
  - Shin'ichirō Ikebe pour L'Anguille (うなぎ, Unagi)
  - Takayuki Hattori pour Yūkai (誘拐) et Welcome Back, Mr. McDonald (ラヂオの時間, Rajio no jikan)

- 1999 : Joe Hisaishi pour Hana-bi (はなび)
  - Akira Senju pour Ai o kō hito (愛を乞うひと)
  - Yōsuke Yamashita pour Dr. Akagi (カンゾー先生, Kanzō-sensei)
  - Tomoyuki Asakawa pour Kizuna (絆 きずな)
  - Akihiko Matsumoto pour Bayside Shakedown: The Movie (踊る大捜査線 THE MOVIE, Odoru daisosasen)

### Années 2000
- 2000 : Joe Hisaishi pour L'Été de Kikujiro (菊次郎の夏, Kikujirō no natsu)
  - Jōji Yuasa pour Owls' Castle (梟の城, Fukurō no shiro)
  - Masahiro Kawasaki pour Kin'yū fushoku rettō: Jubaku (金融腐蝕列島 呪縛)
  - Masamichi Amano pour La Maison des geishas (おもちゃ, Omocha)
  - Ryouichi Kuniyoshi pour Poppoya (鉄道員)

- 2001 : Masaru Satō pour Après la pluie (雨あがる, Ame agaru)
  - Masamichi Amano pour Battle Royale (バトル・ロワイアル)
  - Coba pour Le Visage (顔, Kao)
  - Michiru Ōshima pour Nagasaki burabura bushi (長崎ぶらぶら節)
  - Norihito Sumitomo et Keishin pour Whiteout (ホワイトアウト)

- 2002 : Gakuji Matsuda et Hitomi Shimizu pour Waterboys (ウォーターボーイズ)
  - Yōko Kumagai et Hidehiko Urayama pour Go
  - Ryouichi Kuniyoshi pour Le Chemin des lucioles (ホタル, Hotaru)
  - Shigeru Umebayashi pour The Yin-Yang Master (陰陽師, Onmyōji)
  - Isao Tomita pour Sennen no koi: Hikaru Genji monogatari (千年の恋 ひかる源氏物語)

- 2003 : Isao Tomita pour Le Samouraï du crépuscule (たそがれ清兵衛, Tasogare seibei)
  - Takashi Kako pour Letters from the Mountains (阿弥陀堂だより, Amidadō Dayori)
  - Joe Hisaishi pour Dolls
  - Michiru Ōshima pour Hi wa mata noboru (陽はまた昇る)
  - Michiru Ōshima et Taku Takahashi pour Mohō-han (模倣犯)

- 2004 : Keiichi Suzuki pour Zatoichi (座頭市)
  - Michiru Ōshima pour Ashura no gotoku (阿修羅のごとく)
  - Akihiko Matsumoto pour Bayside Shakedown 2 (踊る大捜査線 THE MOVIE 2 レインボーブリッジを封鎖せよ!, Odoru daisosasen: The Movie 2 - Rainbow Bridge wo fūsa seyo!) de Katsuyuki Motohiro
  - Shin'ichirō Ikebe pour Spy Sorge (スパイ・ゾルゲ)
  - Akira Senju pour Yomigaeri (黄泉がえり)

- 2005 : Micky Yoshino et Hiroshi Kishimoto pour Swing Girls (スウィングガールズ)
  - Tarō Iwashiro pour Blood and Bones (血と骨, Chi to hone)
  - Tamiya Terashima pour Han'ochi (半落ち)
  - Isao Tomita pour La Servante et le Samouraï (隠し剣 鬼の爪, Kakushi-ken: Oni no tsume)
  - Yōko Kumagai et Hidehiko Urayama pour Sekai no chūshin de, ai o sakebu (世界の中心で、愛をさけぶ)

- 2006 : Naoki Satō pour Always : Crépuscule sur la troisième rue (ALWAYS 三丁目の夕日, Always san-chōme no yūhi)
  - Trevor Jones et Ryo Katsuji pour Bōkoku no īgisu (亡国のイージス)
  - Tarō Iwashiro pour Haru no yuki (春の雪)
  - Michiru Ōshima pour Kita no zeronen (北の零年)
  - Tarō Iwashiro pour Le Samouraï que j'aimais (蝉しぐれ, Semishigure)

- 2007 : Gabriele Roberto et Takeshi Shibuya pour Memories of Matsuko (嫌われ松子の一生, Kiraware Matsuko no isshō)
  - Michiru Ōshima pour Ashita no kioku (明日の記憶)
  - Isao Tomita pour Amour et Honneur (武士の一分, Bushi no ichibun)
  - Joe Hisaishi pour Les Hommes du Yamato (男達の大和, Otokotachi no Yamato)
  - Yūsuke Honma pour The Uchōten Hotel (THE 有頂天ホテル)

- 2008 : Michiru Ōshima pour Bizan (眉山)
  - Naoki Satō pour Always zoku san-chōme no yūhi (ALWAYS 続・三丁目の夕日)
  - Ringo Shiina pour Sakuran (さくらん)
  - Yoshikazu Suo pour Soredemo boku wa yattenai (それでもボクはやってない)

- 2009 : Joe Hisaishi pour Ponyo sur la falaise (崖の上のポニョ, Gake no ue no Ponyo)
  - Isao Tomita pour Kabei, notre mère (母べえ, Kābē)
  - Joe Hisaishi pour Departures (おくりびと, Okuribito)
  - Gabriele Roberto pour Pako to mahō no ehon (パコと魔法の絵本)
  - Kiyoko Ogino pour The Magic Hour (ザ・マジックアワー)

### Années 2010
- 2010 : Shin'ichirō Ikebe pour Tsurugidake: Ten no ki (劔岳　点の記)
  - Norihito Sumitomo pour Shizumanu taiyō (沈まぬ太陽)
  - Shutoku Mukai pour Shonen merikensakku (少年メリケンサック)
  - Takashi Yoshimatsu pour La Femme de Villon (ヴィヨンの妻, Viyon no tsuma)
  - Koji Ueno pour Zero no shōten (ゼロの焦点)

- 2011 : Joe Hisaishi pour Villain (悪人, Akunin)
  - Kōji Endō pour 13 Assassins (十三人の刺客, Jūsannin no shikaku)
  - Isao Tomita pour Otōto (おとうと)
  - Hidehiko Urayama et Yōko Kumagai pour Kondo wa aisaika (今度は愛妻家)
  - Grand Funk pour Beck

- 2012 : Gorō Yasukawa pour Yōkame no semi (八日目の蝉)
  - Kiyoko Ogino pour Sutekina kanashibari (ステキな金縛り)
  - Taisei Iwasaki pour Moteki (モテキ)
  - Yoshihiro Ike pour Tantei wa bar ni iru (探偵はBARにいる)
  - Takashi Kako pour Saigo no chūshingura (最後の忠臣蔵)

- 2013 : Ikuko Kawai pour Kita no kanaria-tachi (北のカナリアたち)
  - Yūsuke Hayashi pour Anata e (あなたへ)
  - Kōji Ueno pour Nobō no shiro (のぼうの城)
  - Joe Hisaishi pour Tenchi Master (天地明察)
  - Harumi Fūki pour Waga haha no ki  (わが母の記)

- 2014 : Joe Hisaishi pour Le vent se lève (風立ちぬ, Kaze tachinu)
  - Takashi Watanabe pour Fune o amu (舟を編む)
  - Kiyoko Ogino pour Kiyosu kaigi (清須会議)
  - Joe Hisaishi pour Le Conte de la princesse Kaguya (かぐや姫の物語, Kaguya-hime no monogatari)
  - Tarō Iwashiro pour Rikyū ni tazuneyo (清須会議)
  - Junichi Matsumoto, Takashi Mori et Takeshi Matsubara pour Tel père, tel fils (そして父になる, Soshite chichi ni naru)
  - Joe Hisaishi pour Tokyo kazoku (東京家族)

- 2015 : Yoshikazu Suo pour Maiko wa Lady (舞妓はレディ)
  - Gorō Yasukawa pour Fushigi na misaki no monogatari (ふしぎな岬の物語)
  - Takashi Kako pour Higurashi no ki (蜩ノ記)
  - Naoki Satō pour Kamikaze, le dernier assaut (永遠の0, Eien no zero)
  - Joe Hisaishi pour La Maison au toit rouge (小さいおうち, Chiisai o-uchi)

- 2016 : Sakanaction pour Bakuman (バクマン。)
  - Michiru Ōshima pour 125 Years Memory (海難1890, Kainan 1890)
  - Harumi Fūki pour Nihon no ichiban nagai hi ketteiban (日本のいちばん長い日)
  - Yōko Kanno pour Notre petite sœur (海街diary, Umimachi Diary)
  - Gorō Yasukawa pour Soromon no gishō (ソロモンの偽証)

- 2017 : Radwimps pour Your Name. (君の名は。, Kimi no na wa.)
  - Kotringo pour Dans un recoin de ce monde (この世界の片隅に, Kono sekai no katasumi ni)
  - Naoki Satō pour Kaizoku to yobareta otoko (海賊とよばれた男)
  - Takatsugu Muramatsu pour Rokuyon: Zenpen (64 ロクヨン)
  - Shirō Sagisu pour Godzilla Resurgence (シン・ゴジラ, Shin Gojira)

- 2018 : Keiichi Suzuki pour Outrage: Coda (アウトレイジ 最終章, Autoreiji saishūshō)
  - Nariyuki Ueda pour 8-nengoshi no hanayome (8年越しの花嫁 奇跡の実話)
  - Jin pour Kiseki: Anohi no sobito (キセキ あの日のソビト)
  - Harumi Fūki pour Sekigahara (関ヶ原)
  - Ludovico Einaudi pour The Third Murder (三度目の殺人, Sandome no satsujin)

- 2019 : Haruomi Hosono pour Une affaire de famille (万引き家族, Manbiki kazoku)
  - Takashi Kako pour Chiri tsubaki
  - Kei Ogura, Katsu Hoshi et Shogo Kaida pour Kita no sakuramori (北の桜守)
  - Gorō Yasukawa pour The Blood of Wolves (孤狼の血, Korō no chi)
  - Nobuhiro Suzuki, Shōma Itō, Kyle Nagai pour Ne coupez pas ! (カメラを止めるな！, Kamera o tomeru na!)

### Années 2020
- 2020 : Radwimps pour Les Enfants du temps (天気の子, Tenki no ko)
  - Yutaka Yamada pour Kingdom (キングダム)
  - Yoshikazu Suo pour Talking the Pictures (カツベン！, Katsuben!)

- 2021 : Yuki Kajiura et Go Shiina pour Demon Slayer: Kimetsu no Yaiba, le film : Le Train de l'Infini (劇場版「鬼滅の刃」無限列車編, Gekijō-ban “Kimetsu no yaiba” Mugen ressha-hen)
  - Tarō Iwashiro pour Fukushima 50 (フクシマ フィフティ)
  - Junnosuke Yamamoto pour C'est dur d'être un homme : Tora-san pour toujours (男はつらいよ お帰り 寅さん, Otoko wa tsurai yo: Okaeri Tora-san)
  - Naoki Satō pour Tsumi no koe (罪の声)
  - Seiji Kameda pour Ito (糸)

- 2022 : Taisei Iwasaki, Ludvig Forssell et Yūta Bandoh pour Belle (竜とそばかすの姫, Ryū to sobakasu no hime)
  - Gorō Yasukawa pour Inochi no teishajō (いのちの停車場)
  - Tarō Iwashiro pour Kinema no kamisama (キネマの神様)
  - Gorō Yasukawa pour Korō no chi: Level 2 (孤狼の血 LEVEL2)
  - Takatsugu Muramatsu pour Mamorarenakatta mono tachi e (護られなかった者たちへ)
  - Yoshihide Ōtomo pour Hanatabamitai na koi o shita (花束みたいな恋をした)

- 2023 : Radwimps et Kazuma Jinnōchi pour Suzume (すずめの戸締まり, Suzume no tojimari)
  - Cicada pour A Man (ある男, Aru otoko)
  - Yoshihiro Ike pour Haken Anime! (ハケンアニメ！)
  - Yū Takami pour Mimi wo sumaseba (耳をすませば)
  - Chan-MARI pour Tsuki no michikake (月の満ち欠け)

- 2024 : Hiromi Uehara pour Blue Giant
  - Naoki Satō pour Godzilla Minus One (ゴジラ-1.0, Gojira -1.0)
  - Akira Senju pour Konnichiha, kāsan (こんにちは、母さん)
  - Takeshi Kobayashi pour Kyrie no uta (キリエのうた)
  - Ryūichi Sakamoto pour L'Innocence (怪物, Kaibutsu)